# Xian de Mengshan
Le xian de Mengshan (蒙山县 ; pinyin : Méngshān Xiàn) est un district administratif de la région autonome du Guangxi en Chine. Il est placé sous la juridiction de la ville-préfecture de Wuzhou.

## Démographie
La population du district était de 212 100 habitants en 2010.